# Niels Nkounkou
Niels Nkounkou, né le 1er novembre 2000 à Pontoise, est un footballeur français qui évolue au poste d'arrière gauche à l'Eintracht Francfort.

## Biographie

### Carrière en club
Nkounkou fait ses débuts professionnels pour Everton le 16 septembre 2020, à l'occasion d'une victoire 3-0 en Coupe de la Ligue anglaise contre Salford City dans laquelle il impressionne, formant un partenariat offensif efficace sur le côté gauche du terrain avec le jeune Anthony Gordon. Il est également l'auteur d'une prestation prometteuse lors de son deuxième match, également en Coupe de la Ligue, qu'il ponctue d'une passe décisive pour Moise Kean, assurant une victoire 5-2 contre Fleetwood Town.
Le 1er novembre 2020, Nkounkou fait ses débuts en Premier League en étant titularisé contre Newcastle United. Il prend part à six matchs toutes compétitions confondues au cours de la saison 2020-2021.
Le 31 août 2021, le défenseur français est prêté pour une saison au Standard de Liège.
Le 1er juin 2023, Saint-Étienne lève l'option d'achat négociée lors du prêt de Nkounkou par Everton (débuté début 2023). Dans la foulée, il signe un contrat jusqu'en 2026.
Le 1 septembre 2023, Nkounkou signe un contrat de cinq ans avec le club de l'Eintracht Francfort. Il a marqué lors de ses débuts pour le club, sortant du banc pour égaliser à la 87e minute et ainsi permettant à son équipe de concéder le match nul contre le FC Cologne (1-1).

### Carrière en sélection
International français en équipes de jeunes, Nkounkou connait notamment une et deux sélections respectivement avec les moins de 18 et les moins de 19 ans.
En juillet 2021, Nkounkou est appelé en équipe de France olympique, à la suite du forfait de Jérémy Gélin,. Arrivé tardivement dans l'équipe, il est titularisé dès le deuxième match de poule contre l'Afrique du Sud.
En juin 2023, Nkounkou est sélectionné en équipe de France espoirs pour participer à l'Euro espoirs.
Il est titularisé pour le premier match contre l'équipe d'Italie

## Statistiques
| Saison                | Club                     | Championnat           | Championnat | Championnat | Coupe nationale | Coupe nationale | Coupe de la Ligue | Coupe de la Ligue | Compétition(s) continentale(s) | Compétition(s) continentale(s) | Compétition(s) continentale(s) | Total | Total |
| Saison                | Club                     | Division              | M.          | B.          | M.              | B.              | M.                | B.                | Comp.                          | M.                             | B.                             | M.    | B.    |
| 2020-2021             | Everton FC               | Premier League        | 2           | 0           | 1               | 0               | 3                 | 0                 | -                              | -                              | -                              | 6     | 0     |
| 2021-2022             | Everton FC               | Premier League        | -           | -           | -               | -               | 1                 | 0                 | -                              | -                              | -                              | 1     | 0     |
| Sous-total            | Sous-total               | Sous-total            | 2           | 0           | 1               | 0               | 4                 | 0                 | -                              | -                              | -                              | 7     | 0     |
| 2021-2022             | Standard de Liège (prêt) | Division 1A           | 23          | 0           | 2               | 0               | -                 | -                 | -                              | -                              | -                              | 25    | 0     |
| 2022-2023             | Cardiff City FC (prêt)   | Championship          | 18          | 0           | -               | -               | -                 | -                 | -                              | -                              | -                              | 18    | 0     |
| 2022-2023             | AS Saint-Étienne (prêt)  | Ligue 2               | 20          | 6           | -               | -               | -                 | -                 | -                              | -                              | -                              | 20    | 6     |
| 2023-2024             | AS Saint-Étienne         | Ligue 2               | 1           | 0           | -               | -               | -                 | -                 | -                              | -                              | -                              | 1     | 0     |
| Sous-total            | Sous-total               | Sous-total            | 21          | 6           | -               | -               | -                 | -                 | -                              | -                              | -                              | 21    | 6     |
| 2023-2024             | Eintracht Francfort      | Bundesliga            | 29          | 3           | 2               | 0               | -                 | -                 | C4                             | 8                              | 0                              | 39    | 3     |
| 2024-2025             | Eintracht Francfort      | Bundesliga            | 12          | 0           | 3               | 0               | -                 | -                 | C3                             | 8                              | 0                              | 23    | 0     |
| 2025-2026             | Eintracht Francfort      | Bundesliga            | -           | -           | 1               | 0               | -                 | -                 | -                              | -                              | -                              | 1     | 0     |
| Sous-total            | Sous-total               | Sous-total            | 41          | 3           | 6               | 0               | -                 | -                 | -                              | 16                             | 0                              | 63    | 3     |
| Total sur la carrière | Total sur la carrière    | Total sur la carrière | 105         | 9           | 9               | 0               | 4                 | 0                 | -                              | 16                             | 0                              | 134   | 9     |

## Distinctions personnelles
- Membre de l'équipe type de Ligue 2 aux Trophées UNFP du football 2023[11]